# Neoconis presai
Neoconis presai is een insect uit de familie van de dwerggaasvliegen (Coniopterygidae), die tot de orde netvleugeligen (Neuroptera) behoort. 
De wetenschappelijke naam Neoconis presai is voor het eerst geldig gepubliceerd door Monserrat in 1983.